# 11014 Svätopluk
11014 Svätopluk eller 1982 QY1 är en asteroid i huvudbältet som upptäcktes den 23 augusti 1982 av den slovakiske astronomen Milan Antal vid Piszkéstető-observatoriet. Den är uppkallad efter den slaviske kungen Svätopluk I.
Asteroiden har en diameter på ungefär 14 kilometer.